# L'Ampolla (kommun)
L'Ampolla är en kommun i Spanien.   Den ligger i provinsen Província de Tarragona och regionen Katalonien, i den östra delen av landet, 400 km öster om huvudstaden Madrid. Antalet invånare är 3 606. Arean är 36 kvadratkilometer. L'Ampolla gränsar till Deltebre, Camarles och El Perelló. 
Terrängen i L'Ampolla är platt åt sydost, men åt nordväst är den kuperad.